# Shot to Hell
Shot to Hell är det nionde albumet av den amerikanska hårdrocksguppen Black Label Society utgivet 2006. Skivan är utgiven av skivbolaget Roadrunner Records och producerad av Zakk Wylde och Michael Beinhorn.

## Låtlista
1. "Concrete Jungle" - 3:24
2. "Black Mass Reverends" - 2:36
3. "Blacked Out World" - 3:16
4. "The Last Goodbye" - 4:04
5. "Give Yourself to Me" - 3:18
6. "Nothing's the Same" - 3:01
7. "Hell Is High" - 3:32
8. "New Religion" - 4:36
9. "Sick of It All" - 3:55
10. "Faith Is Blind" - 3:36
11. "Blood Is Thicker Than Water" - 2:58
12. "Devil's Dime" - 2:15
13. "Lead Me to Your Door" - 3:33

## Medverkande
- Zakk Wylde - sång, gitarr, piano, keyboard
- John DeServio - bas
- Craig Nunenmacher - trummor
- Nick Catanese - gitarr